# Vicariato apostolico di Jolo
Il vicariato apostolico di Jolo (in latino: Vicariatus Apostolicus Ioloënsis) è una sede della Chiesa cattolica nelle Filippine immediatamente soggetta alla Santa Sede. Nel 2022 contava 25.000 battezzati su 1.581.000 abitanti. È retto dal vescovo Charlie Malapitan Inzon, O.M.I.

## Territorio
Il vicariato apostolico comprende le province filippine di Sulu e Tawi-Tawi.
Sede del vicariato è la città di Jolo, dove si trova la cattedrale di Nostra Signora del Monte Carmelo.
Il territorio è suddiviso in 6 parrocchie.

## Storia
La prefettura apostolica di Sulu fu eretta il 28 ottobre 1953 con il decreto Quo melius della Sacra Congregazione Concistoriale, ricavandone il territorio dalla prelatura territoriale di Cotabato e Sulu (oggi arcidiocesi di Cotabato).
Il 12 luglio 1958 in virtù della bolla Ecclesia Sancta di papa Pio XII la prefettura apostolica è stata elevata a vicariato apostolico e ha assunto il nome attuale.
Il 4 febbraio 1997 il vicario apostolico, Benjamin David de Jesus, viene ucciso da un commando islamista mentre stava recandosi a celebrare Messa.
Il 1º agosto 2012 la cattedrale è stata colpita da una granata, attentato di cui si sospettano membri del gruppo terroristico Abu Sayyaf.
Il 27 gennaio 2019 un nuovo attentato terroristico alla cattedrale ha causato venti morti tra i fedeli. Il 16 luglio seguente la cattedrale è stata riconsacrata dal nunzio apostolico Gabriele Giordano Caccia e aperta nuovamente al culto.

## Cronotassi dei vescovi
Si omettono i periodi di sede vacante non superiori ai 2 anni o non storicamente accertati.
- Francis Joseph McSorley, O.M.I. † (1954 - 20 novembre 1970 deceduto)
- Philip Francis Smith, O.M.I. † (26 giugno 1972 - 11 aprile 1979 nominato vescovo coadiutore di Cotabato)
- George Eli Dion, O.M.I. † (28 gennaio 1980 - 11 ottobre 1991 dimesso)
- Benjamin David de Jesus, O.M.I. † (11 ottobre 1991 - 4 febbraio 1997 deceduto)
- Angelito Rendon Lampon, O.M.I. (21 novembre 1997 - 6 novembre 2018 nominato arcivescovo di Cotabato)[6]
- Charlie Malapitan Inzon, O.M.I., dal 4 aprile 2020

## Statistiche
Il vicariato apostolico nel 2022 su una popolazione di 1.581.000 persone contava 25.000 battezzati, corrispondenti all'1,6% del totale.
| anno | popolazione | popolazione | popolazione | presbiteri | presbiteri | presbiteri | presbiteri                | diaconi | religiosi | religiosi | parrocchie |
| anno | battezzati  | totale      | %           | numero     | secolari   | regolari   | battezzati per presbitero | diaconi | uomini    | donne     | parrocchie |
| ---- | ----------- | ----------- | ----------- | ---------- | ---------- | ---------- | ------------------------- | ------- | --------- | --------- | ---------- |
| 1970 | 10.500      | 400.000     | 2,6         | 14         |            | 14         | 750                       |         | 17        | 23        | 5          |
| 1980 | 10.000      | 411.000     | 2,4         | 10         |            | 10         | 1.000                     |         | 13        | 44        | 6          |
| 1990 | 17.200      | 537.000     | 3,2         | 14         |            | 14         | 1.228                     |         | 18        | 39        | 9          |
| 1999 | 17.922      | 763.249     | 2,3         | 10         |            | 10         | 1.792                     |         | 10        | 40        | 9          |
| 2000 | 19.312      | 712.062     | 2,7         | 11         |            | 11         | 1.755                     |         | 19        | 40        | 6          |
| 2001 | 23.300      | 913.750     | 2,5         | 11         |            | 11         | 2.118                     |         | 20        | 38        | 4          |
| 2002 | 23.902      | 937.325     | 2,6         | 10         | 1          | 9          | 2.390                     |         | 17        | 35        | 3          |
| 2003 | 24.561      | 963.184     | 2,5         | 11         | 1          | 10         | 2.232                     |         | 18        | 39        | 3          |
| 2004 | 25.488      | 999.535     | 2,5         | 11         | 1          | 10         | 2.317                     |         | 20        | 42        | 3          |
| 2010 | 28.937      | 1.101.000   | 2,6         | 12         | 1          | 11         | 2.411                     |         | 18        | 34        | 5          |
| 2014 | 31.675      | 1.675.026   | 1,9         | 13         | 2          | 11         | 2.436                     |         | 17        | 27        | 5          |
| 2017 | 24.890      | 1.736.868   | 1,4         | 12         | 2          | 10         | 2.074                     |         | 16        | 22        | 6          |
| 2020 | 24.309      | 1.540.640   | 1,6         | 12         | 2          | 10         | 2.025                     |         | 14        | 19        | 6          |
| 2022 | 25.000      | 1.581.000   | 1,6         | 9          | 3          | 6          | 2.777                     |         | 12        | 19        | 6          |